# Nemoria rubrolinearia
Nemoria rubrolinearia är en fjärilsart som beskrevs av Alpheus Spring Packard 1873. Nemoria rubrolinearia ingår i släktet Nemoria och familjen mätare. Inga underarter finns listade i Catalogue of Life.